# تریبیانو
تریبیانو (به ایتالیایی: Tribiano) یک کومونه در ایتالیا است که در استان میلان واقع شده‌است.

## خصوصیات
تریبیانو ۷٫۰ کیلومترمربع مساحت و ۲٬۵۱۲ نفر جمعیت دارد.